# Giorgio Gandini del Grano
Giorgio Gandini del Grano, italijanski slikar, * 1490, † 1538.